# Kingston upon Thames (burg)
Burgul regal Kingston upon Thames este un burg regal în sud-vestul extrem al Londrei. Este cel mai vechi dintre burgurile regale ale Angliei și Țării Galilor.